# Apteronini
De Apteronini zijn een geslachtengroep van vlinders in de familie van de zakjesdragers (Psychidae).

## Geslachten
- Apterona Millière, 1857
- Eumasia Chrétien, 1904